# Prostemmiulus clavipes
Prostemmiulus clavipes är en mångfotingart som beskrevs av Loomis 1936. Prostemmiulus clavipes ingår i släktet Prostemmiulus och familjen Stemmiulidae. Inga underarter finns listade i Catalogue of Life.